# Pematang Kuing
Pematang Kuing is een bestuurslaag in het regentschap Batu Bara van de provincie Noord-Sumatra, Indonesië. Pematang Kuing telt 3036 inwoners (volkstelling 2010).